# Kněževes (okres Praha-západ)
Kněževes je obec v okrese Praha-západ ve Středočeském kraji. Leží v těsné blízkosti Prahy na dohled od Letiště Václava Havla. Žije zde 653 obyvatel (v roce 2007 jich bylo 523).

## Název
Název vesnice Kněževes je odvozen ze spojení knězova ves, přičemž slovo kněz bylo použito ve významu církevního představitele. Přívlastek Veliká se používal pro odlišení od Kněževsi na Rakovnicku, která mívala až do druhé poloviny devatenáctého méně obyvatel. V historických pramenech se jméno vsi objevuje ve tvarech: Knasawezi (1088), Knesiwsi (1222), de Knyezyewssy (1318), „in villa Knyeziewssi“ (1383), z Kněževsi (1426), z Veliké Kněževsi (1434), w Knizezewsy (1528, 1542), kniewewssy (1545), Kniezewes (1548), w Welyke Kniezowsy (1569), „ve vsi welky Knieziowsy“ (1596), „na vsi Welke Kniezowsy“ (1614), Kněžoves (1785) a Grosz-Herrndorf nebo Kněžoves (1845).

## Historie
První písemná zmínka o sídle pochází z roku 1088, kdy se „ve vsi Kněževsi“ (Knasawezi villa) zmiňují pozemky vyšehradské kapituly. Po celé 14. století až do husitských válek byla ves součástí jedné z pěti kněžských prebend kostela sv. Jiří, takže zajišťovala obživu vždy jednoho svatojiřského kanovníka.

## Obyvatelstvo
| Rok            | 1869 | 1880 | 1890 | 1900 | 1910 | 1921 | 1930 | 1950 | 1961 | 1970 | 1980 | 1991 | 2001 | 2011 | 2021 |
| -------------- | ---- | ---- | ---- | ---- | ---- | ---- | ---- | ---- | ---- | ---- | ---- | ---- | ---- | ---- | ---- |
| Počet obyvatel | 430  | 423  | 446  | 450  | 526  | 508  | 613  | 582  | 577  | 561  | 604  | 550  | 524  | 595  | 651  |
| Počet domů     | 55   | 56   | 62   | 65   | 63   | 71   | 95   | 122  | 120  | 129  | 144  | 165  | 175  | 188  | 200  |

## Obecní správa

### Územněsprávní začlenění
Dějiny územněsprávního začleňování zahrnují období od roku 1850 do současnosti. V chronologickém přehledu je uvedena územně administrativní příslušnost obce v roce, kdy ke změně došlo:
- 1850 země česká, kraj Praha, politický i soudní okres Smíchov[8]
- 1855 země česká, kraj Praha, soudní okres Smíchov
- 1868 země česká, politický i soudní okres Smíchov
- 1927 země česká, politický okres Praha-venkov, soudní okres Praha-západ[9]
- 1939 země česká, Oberlandrat Praha, politický okres Praha-venkov, soudní okres Praha-západ[10]
- 1942 země česká, Oberlandrat Praha, politický okres Praha-venkov-sever, soudní okres Praha-západ[11]
- 1945 země česká, správní okres Praha-venkov-sever, soudní okres Praha-západ[12]
- 1949 Pražský kraj, okres Praha-západ[13]
- 1960 Středočeský kraj, okres Praha-západ
- 2003 Středočeský kraj, obec s rozšířenou působností Černošice

### Obecní symboly
Znak a vlajka byly obci uděleny rozhodnutím předsedy Poslanecké sněmovny Parlamentu České republiky dne 17. února 2006.

## Společnost

### Rok 1932
V obci Kněževes (623 obyvatel) byly v roce 1932 evidovány tyto živnosti a obchody: lékař, cihelna, 4 hostince, knihař, kolář, kovář, 2 krejčí, mlýn, 2 obuvníci, 6 rolníků, pokrývač, výroba kovových portálů, 3 řezníci, sedlář, 3 obchody se smíšeným zbožím, 2 obchody se střižním zbožím, švadlena, 2 trafiky, truhlář, obchod s uhlím, zahradnictví.

## Doprava
Do obce vede silnice III. třídy. Po jednom kilometru lze najet na dálnici D7 s exitem 3 (Kněževes). Katastrální území protíná železniční železniční trať Hostivice–Podlešín a blízká železniční stanice Středokluky do něj zasahuje částí kolejiště.
V roce 2011 z obce vedly autobusové linky např. do těchto cílů: Jeneč, Kladno, Praha, Slaný, Středokluky, Třebusice (dopravci ČSAD MHD Kladno a ČSAD Slaný).

## Pamětihodnosti
- Socha svatého Jana Nepomuckého
- Domy na návsi
- Busta Stanislava Kubra

## Další fotografie

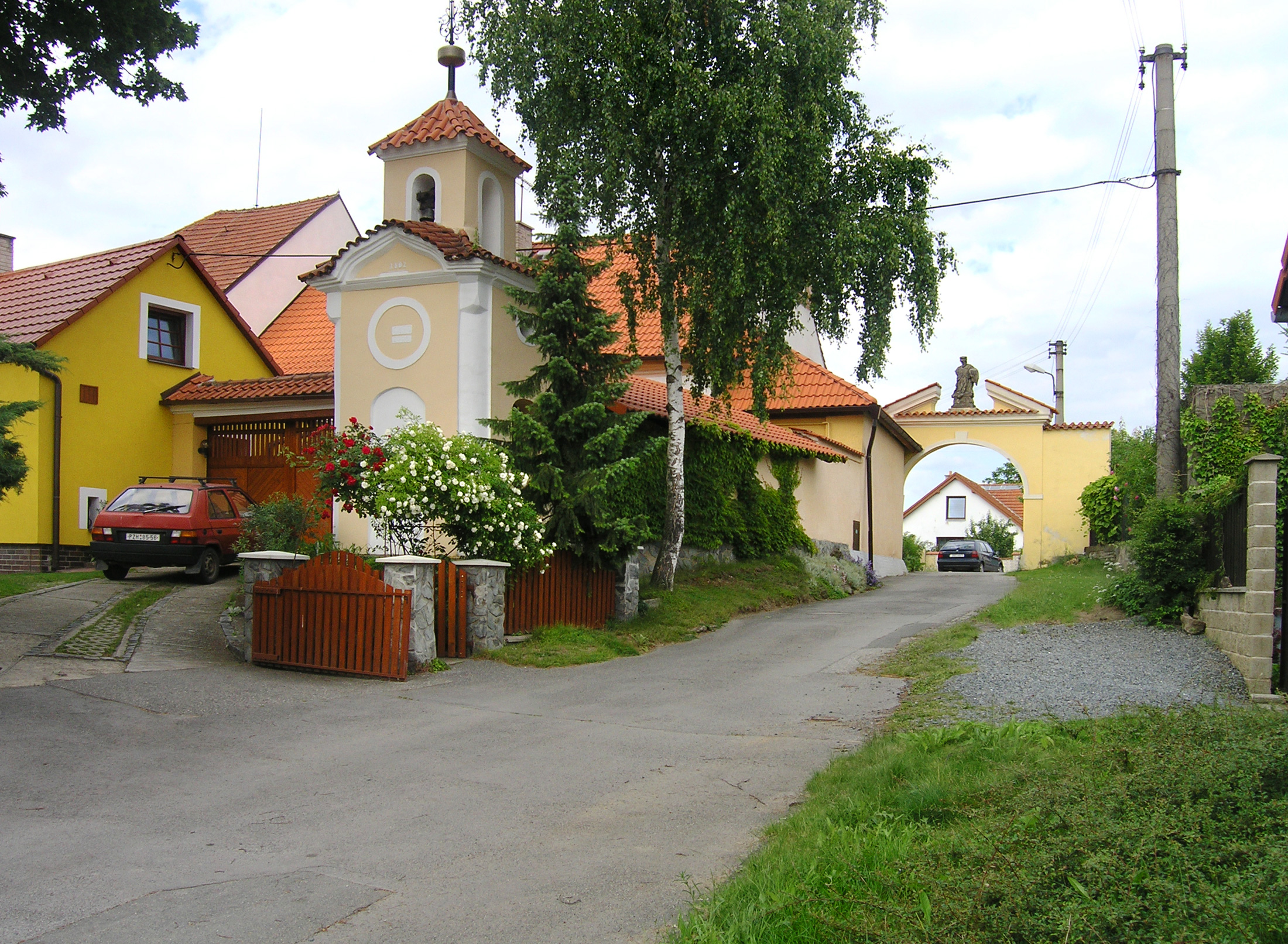
Zvonice a statek
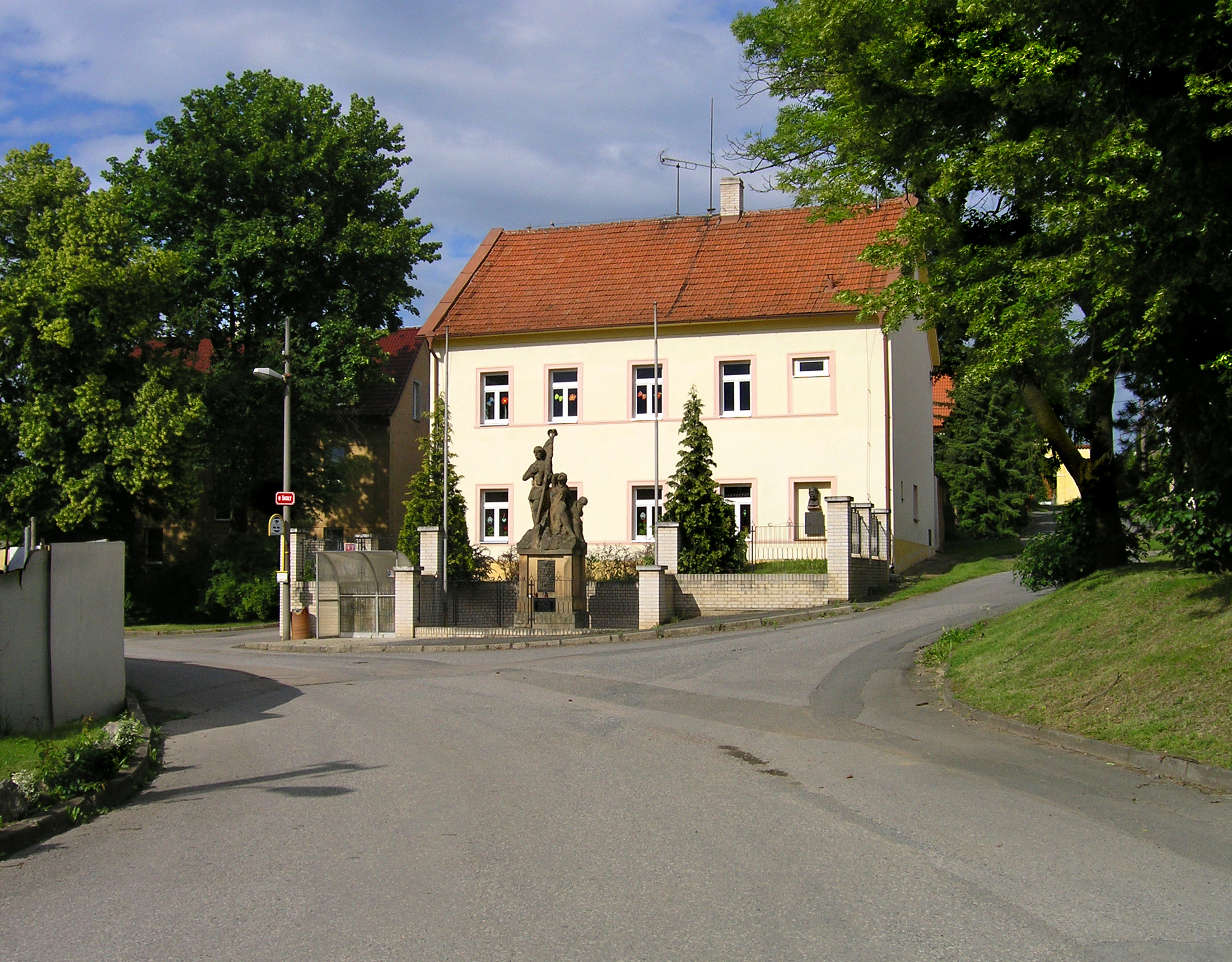
Škola
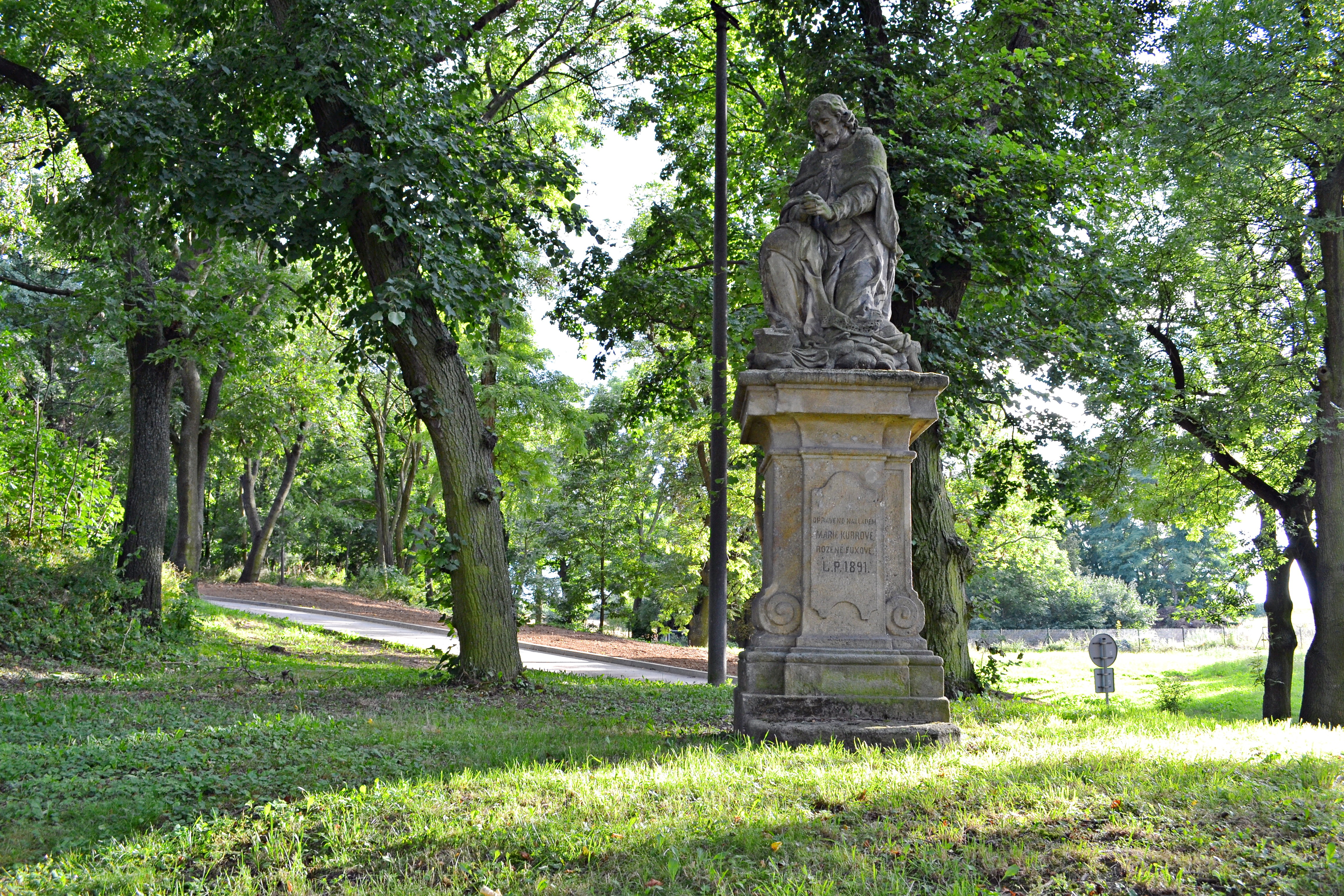
Socha svatého Jana Nepomuckého